# Función signo
En matemática, la función signo es una función matemática especial, una función definida a trozos, que obtiene el signo de cualquier número real que se tome por entrada. Generalmente se denota por {\displaystyle \operatorname {sgn}(x)}, esta función no debe confundirse con la función seno ({\displaystyle \operatorname {sen}(x)} o bien {\displaystyle \sin(x)}).

## Definición
La función signo puede definirse de las siguientes maneras:
1. Como la función 
{\displaystyle {\begin{array}{rccl}\operatorname {sgn} :&\mathbb {R} &\longrightarrow &\{-1,0,1\}\\&x&\mapsto &y=\operatorname {sgn}(x)\end{array}}}
esta función tiene como dominio el conjunto de los número reales {\displaystyle \mathbb {R} } y su codominio es el conjunto {\displaystyle \{-1,0,1\}} y puede ser escrita como la siguiente función a trozos:
{\displaystyle \operatorname {sgn}(x)=\left\{{\begin{array}{rcl}1&{\mbox{si}}&x>0\\0&{\mbox{si}}&x=0\\-1&{\mbox{si}}&x<0\end{array}}\right.}
2. Como la derivada (en el sentido de la teoría de distribuciones) de la función valor absoluto. Su dominio es {\displaystyle \mathbb {R} \backslash \{0\}}
{\displaystyle \operatorname {sgn}(x)={\dfrac {d|x|}{dx}}=\left\{{\begin{array}{rcl}1&{\mbox{si}}&x>0\\-1&{\mbox{si}}&x<0\end{array}}\right.}
Tengase en cuenta que la derivada de la función valor absoluto para {\displaystyle x=0} no está definida.
3. Definida como {\displaystyle \operatorname {sgn}(x)=2u(x)-1} donde {\displaystyle u(x)} es la función escalón unitario o Heaviside Step, definida de la siguiente manera:
{\displaystyle u(x)=\left\{{\begin{array}{rcl}1&{\mbox{si}}&x>0\\{\frac {1}{2}}&{\mbox{si}}&x=0\\0&{\mbox{si}}&x<0\end{array}}\right.}

## Propiedades
- La función signo es una función impar, o sea:

{\displaystyle \operatorname {sgn}(-x)=-\operatorname {sgn}(x)}
- Relación con las funciones impares:

{\displaystyle f(usgn(v))=sgn(v)f(u)}
Si y solo si, se sabe que {\displaystyle f} es una función impar.
- Toda función signo, elevado a una potencia par, es igual a 1, así que:

{\displaystyle \operatorname {sgn} ^{2n}x=1}
{\displaystyle \ n=1,2,3...}
Siempre y cuando {\displaystyle \ x\neq 0}
- La función signo es idempotente:

{\displaystyle \forall x\in \mathbb {R} \;:\quad \operatorname {sgn}({\operatorname {sgn}(x)})=\operatorname {sgn}(x)}
- La función signo de una función x, por la función signo de otra función y, es igual a la función signo del producto de las dos funciones anteriores, por tanto:

{\displaystyle \operatorname {sgn}(x)\operatorname {sgn}(y)=\operatorname {sgn}(xy)}
- Todo número real x puede expresarse como producto de su valor absoluto y la función signo evaluada en x.

{\displaystyle x=\operatorname {sgn}(x)\cdot |x|\,\qquad x\in \mathbb {R} }
- La función signo es la derivada en el sentido de las distribuciones, de la función valor absoluto, (con independencia en cero).

{\displaystyle {{\text{d}}|x| \over {\text{d}}x}=\operatorname {sgn}(x)}
- La función signo es derivable con derivada 0 para todo su dominio excepto en 0. No es derivable en 0 en el sentido ordinario de derivada, pero bajo una noción más general de derivada dentro de la teoría de distribuciones, la derivada de la función signo es dos veces la delta de Dirac.

{\displaystyle {{\text{d}}\ \operatorname {sgn}(x) \over {\text{d}}x}=2\delta (x)}
- Para {\displaystyle k\gg 0}, una aproximación suave de la función signo es:

{\displaystyle \operatorname {sgn} x\approx \tanh(kx),\qquad \lim _{k\to \infty }\tanh(kx)=\operatorname {sgn}(x)}
Obviamente la convergencia en este último caso no es uniforme, sólo puntual.

## Uso en computación
En computación, el concepto es idéntico al ya expresado, pero en términos informáticos, orientados a la programación. Así, la función signo es aquella función que devuelve un valor según si un número o el resultado de una expresión es mayor, menor o igual que 0. Suele representarse en la forma SGN(número).
La mayor parte de los lenguajes de programación aplican esta función. No obstante, si no la aplican, es fácilmente construible.